# ダニー・ケイ
ダニー・ケイ（Danny Kaye, (1911年1月18日 - 1987年3月3日）は、アメリカ合衆国の俳優、歌手、コメディアン。本名デーヴィッド・ダニエル・カミンスキー（David Daniel Kaminsky）。妻だったシルヴィア・ファインは作詞家・作曲家・プロデューサーで、ケイ作品に関わっている。

## 略歴

### 生い立ち
ニューヨーク州のブルックリンにて、ウクライナからのユダヤ系移民の親の元に生まれる。幼い頃から歌とおしゃべりが好きで、高校中退後劇団に入り下積みを経験し、1939年の『The Straw Hat Revue』でブロードウェイデビューを果たす。
1934年には、ショーの一員として中国と日本へツアーを行なっており、大阪公演の際に台風に見舞われ、停電となったが、観客を落ち着かせるためにライトを手に舞台に上がり、知っているかぎりの歌を歌った。言葉の通じない客を楽しませるためにパントマイムや顔芸を駆使し、このときの経験がのちの芸風を形作ったと述べている。

### 映画界入り
その後、1941年のブロードウェイ・ミュージカル『レイディ・イン・ザ・ダーク（Lady in the Dark）』（音楽：クルト・ヴァイル、詞：アイラ・ガーシュウィン）に出演し、さらに同作品中のわずか39秒で50人のロシア人作曲家を早口で暗唱する『チャイコフスキー（とその他のロシア人）（Tchaikovsky and Other Russians）』という曲で大絶賛を浴びた。
さらに、彼の才能に注目した映画製作者サミュエル・ゴールドウィンの誘いにより映画界入りを果たし、1944年に『ダニー・ケイの新兵さん』で映画デビューを飾る。以降、『ダニー・ケイの天国と地獄』や『虹を掴む男』、『ホワイト・クリスマス』、『五つの銅貨』など、数々の映画に出演。独特の早口で歌う様やコミカルな演技で人気を博した。

### 野球好き
1977年から1981年までマリナーズの共同オーナーであった。

### ユニセフ親善大使
1954年には国連のユニセフに参加、以後亡くなるまで親善大使として尽力する。その活動と芸達者ぶりが評価され、同年のアカデミー賞では特別賞を受賞した。
その後、活躍の舞台を映画からテレビやブロードウェイ･ミュージカルに移行。1963年から1967年までCBSで放送されたテレビのバラエティー『ダニー・ケイ・ショー』では、1963年度のエミー賞を受賞。またユニセフ親善大使としては世界各国のチャリティ・ショーのステージに立ち続けた。
また、度々お忍びで来日しては日本の福祉施設を回っていたが、それを表には出さず、マスコミに見つかっても「日本のお寺をじっくり見たかったんです」とごまかしていたという。この姿勢に感銘を受けたのが坂本九で、彼も地方公演の合間を縫って色々な福祉施設を訪れることを心がけていた。

### 指揮者
ダニーは楽譜が読めなかったが、オーケストラの指揮者としても活動し、ヨーロッパで1973年にストックホルム・フィルハーモニー管弦楽団に客演した際のライヴ録音（チャイコフスキーのくるみ割り人形組曲-現在BISレーベルのストックホルム・フィル75周年記念ボックスに収録）が残されている。
本国アメリカでは、1981年9月に行なったニューヨーク・フィルハーモニックとの演奏会が語り継がれている。同楽団の常任指揮者であったズービン・メータの物真似をしたり、ハエ叩きを持ってリムスキー＝コルサコフの『熊蜂の飛行』を指揮したりと、得意のコミカルな演技で聴衆を楽しませた（なお、この演奏会の模様は『ダニー・ケイとニューヨーク・フィルの夕べ』というタイトルでビデオやレーザーディスクが発売されていたが、現在は廃盤になっている）。

### 死去
1981年のアカデミー賞では、長年のユニセフの活動に対してジーン・ハーショルト友愛賞を授与された。1987年、ロサンゼルスにて心臓発作で死去。76歳。ニューヨーク州ウエストチェスター郡ヴァルハラにあるケンシコ墓地に埋葬された。

## 主な出演作品
| 公開年 | 邦題 原題                                                             | 役名                                                                 | 備考                                                              |
| ------ | --------------------------------------------------------------------- | -------------------------------------------------------------------- | ----------------------------------------------------------------- |
| 1944   | ダニー・ケイの新兵さん Up in Arms                                     | ダニー・ウィームス                                                   |                                                                   |
| 1945   | ダニー・ケイの天国と地獄 Wonder Man                                   | エドウィン・ディングル／バジー・ベロウ                               |                                                                   |
| 1946   | ダニー・ケイの牛乳屋 The Kid From Brooklyn                            | バーレイ・サリヴァン                                                 |                                                                   |
| 1947   | 虹を掴む男 The Secret Life of Walter Mitty                            | ウォルター・ミッティ                                                 |                                                                   |
| 1948   | ヒット・パレード A Song Is Born                                       | ホバート・フリスビー教授                                             |                                                                   |
| 1949   | ダニー・ケイの検察官閣下 The Inspector General                        | ジョージ                                                             |                                                                   |
| 1951   | 南仏夜話・夫(ハズ)は僞者 On the Riviera                               | ジャック・マーティン／アンリ・デュラン                               | ゴールデングローブ賞 主演男優賞 (ミュージカル・コメディ部門) 受賞 |
| 1952   | アンデルセン物語 Hans Christian Andersen                              | ハンス・クリスチャン・アンデルセン                                   |                                                                   |
| 1954   | あの手この手 Knock on Wood                                            | ジェリー・モーガン／パパ・モーガン／クラレンス                       |                                                                   |
| 1954   | ホワイト・クリスマス White Christmas                                  | フィル・デイヴィス                                                   |                                                                   |
| 1955   | ダニー・ケイの黒いキツネ The Court Jester                             | ヒューバート・ホーキンス                                             |                                                                   |
| 1958   | 僕はツイてる Merry Andrew                                             | アンドリュー・ララビー                                               |                                                                   |
| 1958   | ダニー・ケイの戦場のドン・キホーテ Me And The Colonel                 | S・L・ジャコボウスキー                                               |                                                                   |
| 1959   | 5つの銅貨 Five Pennies                                                | レッド・ニコルズ                                                     | ゴールデングローブ賞 主演男優賞 (ミュージカル・コメディ部門) 受賞 |
| 1961   | ダニー・ケイの替え玉作戦 On The Double                                | アーニー・ウィリアムズ                                               |                                                                   |
| 1963   | 現金お断り The Man From The Diner's Club                              | アーネスト                                                           |                                                                   |
| 1969   | シャイヨの伯爵夫人 The Madwoman of Chaillot                           | くずを拾う人                                                         |                                                                   |
| 1971   | ピーター・コットンテール 幸せを運ぶウサギ Here Comes Peter Cottontail | シーモア・S・サッサフラス／アントワーヌ／ウェリントン・B・バニー大佐 | テレビ映画 声の出演                                               |
| 1981   | スコーキー/ユダヤとナチの凄絶な戦い Skokie                            | マックス・フェルドマン                                               | テレビ映画                                                        |